# ویلو ریور (مینه‌سوتا)
ویلو ریور، مینه‌سوتا (به انگلیسی: Willow River, Minnesota) یک شهر در ایالات متحده آمریکا است که در شهرستان پین، مینه‌سوتا واقع شده‌است.

## خصوصیات
ویلو ریور ۴٫۸۲ کیلومترمربع مساحت و ۴۱۵ نفر جمعیت دارد و ۳۱۷ متر بالاتر از سطح دریا واقع شده‌است.